# Sphodromerus kaltenbachi
Sphodromerus kaltenbachi är en insektsart som beskrevs av Carl Otto Harz 1987. Sphodromerus kaltenbachi ingår i släktet Sphodromerus och familjen gräshoppor. Inga underarter finns listade i Catalogue of Life.